# SMARCA2
El activador probable de transcripción global SNF2L2 (SMARCA2) es una ´proteína codificada en humanos por el gen smarca2.
Esta proteína pertenece a la familia de proteínas SWI/SNF y presenta un alto grado de identidad con la proteína brahmā de Drosophila. Los miembros de esta familia presentan actividad helicasa y ATPasa y parecen estar implicados en la regulación de la transcripción de ciertos genes por medio de la alteración de la estructura de la cromatina alrededor de dichos genes. SMARCA2 forma parte de un complejo implicado en la remodelación de la cromatina dependiente de ATP, que está implicado en la activación transcripcional de genes normalmente reprimidos por la cromatina. Se han descrito dos transcritos alternativos que codifican dos isoformas diferentes de SMARCA2. También se ha descrito la presencia de un polimorfismo consistente en la repetición de un trinucleótido (CAG).

## Interacciones
La proteína SMARCA2 ha demostrado ser capaz de interaccionar con:
- SS18[3]
- ACTL6A[4][5][6]
- SIN3A[7]
- POLR2A[7][4][8]
- Prohibitina[9]
- SMARCC1[7][4]
- CEBPB[10]
- SMARCB1[7][4]
- ARID1B[11]